# Hillbrow Tower

La Hillbrow Tower (officiellement rebaptisée Telkom Joburg Tower en 2005) est une tour de communication située à Hillbrow, dans l'agglomération de Johannesbourg. Haute de près de 270 mètres, elle constitue l'un des repères majeurs du paysage urbain de la capitale du Gauteng. Elle semble faire écho à la Sentech Tower (237 mètres), seconde tour de télécommunication de la métropole sud-africaine, élevée quelques années plus tôt dans le quartier de Brixton. 

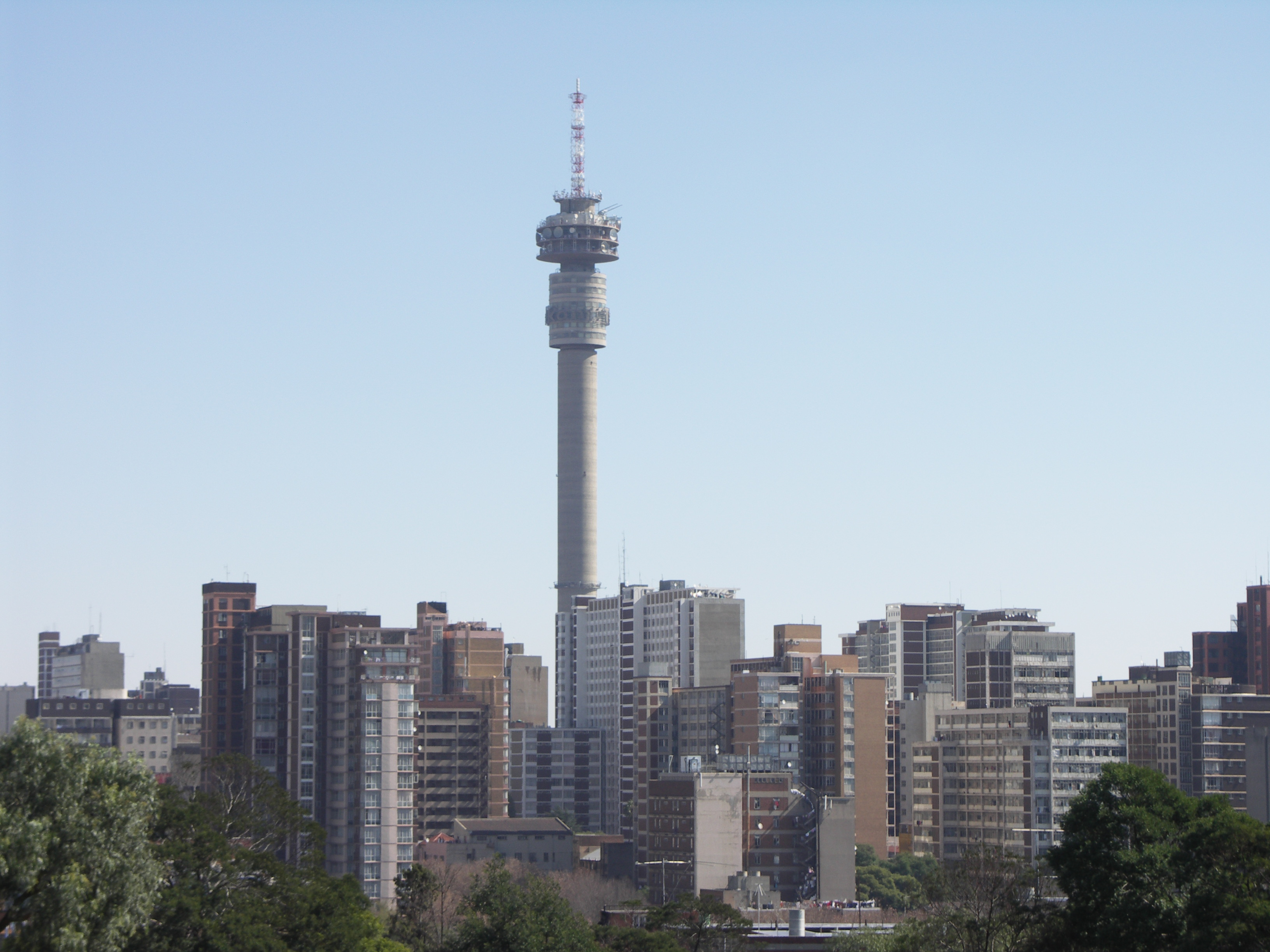
La Hillbrow Tower (Telkom Joburg Tower) à Johannesbourg.

La construction de ce monumental édifice (comptant parmi les plus élevés de Johannesburg) débute en 1968, les travaux se poursuivant durant près de trois ans.
La tour de télécommunication de Hillbrow, baptisée JG Strijdom Tower (du nom de l'ancien premier ministre sud-africain Johannes Strijdom, à la tête du pays de 1954 à 1958) est officiellement inaugurée et mise en service au mois d'avril 1971. Selon plusieurs estimations, sa construction aurait coûté pas moins de deux millions de rands.
Cette immense structure de béton doit ses dimensions à la frénésie immobilière qui caractérise cette partie de l'agglomération dans les années 1960, de nombreux immeubles étant alors en cours d'achèvement. Pour ne pas gêner la propagation des ondes, il est alors décidé de bâtir un édifice dominant toutes autres constructions alentour. La Hillbrow Tower est la propriété de la compagnie de télécommunications sud-africaine Telkom, dont elle a pris officiellement le nom le 31 mai 2005 (Telkom Joburg Tower).
Une plate-forme d'observation et un restaurant tournant, le Heinrich's Restaurant, offrant des vues panoramiques sur la cité ont été aménagés au sommet de la tour. Ils ont été fermés en 1981 pour des raisons de sécurité (le gouvernement craignant des attentats commis par des militants anti-apartheid) et n'ont plus jamais été ouverts au public.